# Światowe Dni Młodzieży 1997
Światowe Dni Młodzieży 1997 – ogólnoświatowy zjazd młodzieży katolickiej, który odbył się w dniach 19–24 sierpnia 1997 w Paryżu.
Hasłem przewodnim zwołanych przez papieża Jana Pawła II dni młodzieży były słowa zaczerpnięte z Ewangelii Jana: „Nauczycielu, gdzie mieszkasz? Chodźcie, a zobaczycie” (J 1,38–39). Uroczystości w Paryżu zgromadziły 1 100 000 uczestników ze 160 krajów.
W Orędziu na Światowe Dni Młodzieży, ogłoszonym 15 sierpnia 1996 w Castel Gandolfo, Jan Paweł II przypomniał, iż fundamentem wiary chrześcijańskiej jest „Jezus Chrystus, jedyny Zbawiciel świata”. Papież wezwał do wierności przyrzeczeniom chrztu św. Zachęta dotyczyła podejmowania odnalezienia Chrystusa w bliźnich, Słowie Bożym, Eucharystii. Jan Paweł II przypomniał również postać św. Teresy od Dzieciątka Jezus.
Pierwsze spotkanie młodzieży z papieżem miało miejsce na Placu Wolności i Praw Człowieka w Paryżu 21 sierpnia. Papieża powitali przedstawiciele młodzieży. W przemówieniu powitalnym Jan Paweł II zwrócił uwagę, iż pierwszy raz oficjalnie na Światowe Dni Młodzieży przyjechali młodzi z krajów dawnego Związku Radzieckiego – Rosjanie, Ukraińcy, Białorusini, Litwini, Łotysze, Estończycy, Kazachowie i przedstawiciele pozostałych republik Azji Środkowej oraz chrześcijanie z Kaukazu (600 tys. uczestników). 22 sierpnia Jan Paweł II beatyfikował w katedrze Notre-Dame w Paryżu Fryderyka Ozanama. Msza dla uczestników VI Międzynarodowego Forum Młodzieży została odprawiona 23 sierpnia. Tego dnia papież spotkał się z dobroczyńcami i organizatorami w siedzibie nuncjatury apostolskiej. W wieczornym czuwaniu na hipodromie Longchamp wzięło udział ok. 800 tys. młodych. Punktem kulminacyjnym była eucharystia z udziałem ponad miliona osób, którą Jan Paweł II odprawił na hipodromie Longchamp 24 sierpnia.
Hymnem Światowych Dni Młodzieży w Paryżu była pieśń „Maitre et Seigneur, Venu chez nous”.